# Sheikh Rehana Siddiq
Sheikh Rehana Siddiq, née le 13 septembre 1957 à Tungipara au Pakistan oriental (aujourd'hui le Bangladesh), est une femme politique de la Ligue Awami du Bangladesh. Elle est la sœur cadette du Premier ministre Sheikh Hasina et la fille de Sheikh Fazilatunnesa Mujib et Sheikh Mujibur Rahman, père fondateur et premier président du Bangladesh. Elle est également la mère de Tulip Siddiq, une politicienne du Parti travailliste britannique et membre du Parlement pour la circonscription de Hampstead and Kilburn à la suite des élections générales de 2015.

## Jeunesse
Sheikh Rehana est né de Sheikh Mujibur Rahman, le premier président du Bangladesh, et de Sheikh Fazilatunnesa Mujib,. Elle a été assignée à résidence à Dhanmondi avec sa famille par l'armée pakistanaise pendant la guerre de libération du Bangladesh. Elle était en Allemagne de l'Ouest avec sa sœur Sheikh Hasina, lorsque sa famille a été assassinée lors d'un coup d'État militaire par l'armée bangladaise, le 15 août 1975. Ses parents et des trois frères, Sheikh Jamal, Sheikh Kamal et Sheikh Russel y ont perdu la vie,,.

## Carrière
En 2001, le gouvernement du Bangladesh a alloué à Sheikh Rehana une maison du gouvernement à Dhanmondi pour la somme dérisoire de cent takas. Le bâtiment servait à loger son personnel. L'allocation a été annulée lorsque le Parti nationaliste bangladais est arrivé au pouvoir. En 2014, une maison lui a été attribuée à Gulshan après l'arrivée au pouvoir de la Ligue Awami pour un prix symbolique de 1 001 takas. En 2015, elle et ses enfants ont reçu une protection à vie de la part du gouvernement du Bangladesh par l'intermédiaire des forces spéciales de sécurité. Le gouvernement a également annoncé une allocation à vie pour elle et sa famille. Elle a été nommée conseillère de l'unité Awami League Dhaka South en 2016.

## Vie privée
Sheikh Rehana est mariée à Shafiq Ahmed Siddiqu, professeur retraité du Département de comptabilité et des systèmes d'information de la Faculté des études commerciales (FBS) de l'université de Dacca,. Son fils, Radwan Mujib Siddiq Bobby, est conseiller de la Bangladesh Awami League. Sa fille, Tulip Siddiq, est parlementaire de Hampstead et Kilburn, au Royaume-Uni. Elle a une autre fille, Azmina Siddiq,. 